# I Just Can't Wait
I Just Can't Wait är en låt skriven och producerad av Stock Aitken Waterman till sångerskan Mandy Smiths första studioalbum som också var hennes debut. B-sidan innehåller låten You're Never Alone. Albumet gavs ut 1987 på skivbolaget PWL.